# Лекомцев, Константин Юрьевич
Константин Юрьевич Лекомцев (род. 9 июня 1972 года, Ижевск, СССР) — российский музыкант, композитор и автор текстов, аранжировщик, участник группы «Смысловые галлюцинации», один из лидеров проекта «Зола».

## Биография
Родился 9 июня 1972 года в Ижевске.
Учился в школе олимпийского резерва (лыжи).
Музыкой занимается с 9 лет. Окончил две музыкальные школы и Свердловское музыкальное училище имени П. И. Чайковского по классу саксофона. В группе «Смысловые галлюцинации» с 1995 года, до этого играл в Уральском Государственном джазовом оркестре.
В 2017 году, после распада «Смысловых галлюцинаций», совместно с гитаристом Евгением Гантимуровым возглавил проект «Зола», параллельно играл в составе группы «Море гор».
С 2020 года проживает в Израиле.
В свободное от музыки время увлекается фотографией.

## Критика и отзывы
Сергей Шуба:

Александр Бурый творит чудеса на бас-гитаре, Константин Лекомцев вплетает в музыкальное полотно сэмплы и заливистые саксофонные соло, а Буба выдает динамичные гитарные проигрыши, после которых прижимает инструмент к самому сердцу.  
Алексей Мажаев:

На первый взгляд, Буба и Ко играют русский рок или урал-рок, прочно входят в обойму «Нашего радио», и смурной вокал великолепно всему этому соответствует. Из-за этого на второй план всегда уходила кропотливая работа Константина Лекомцева с клавишными и электронными звуками – более того, порой одно противоречило другому. 